# Karibische Vasenschnecke
Die Karibische Vasenschnecke (Vasum muricatum) ist eine räuberisch lebende Schnecke aus der Familie der Turbinellidae (Gattung Vasum), die in der Karibik verbreitet ist. Sie ernährt sich vor allem von Polychaeten.

## Merkmale
Das große, dicke und schwere Schneckenhaus von Vasum muricatum hat eine längliche, konische bis vasenartige Form und erreicht bei ausgewachsenen Schnecken eine Länge von etwa 5 bis 10, mitunter bis 15 cm. Der Körperumgang ist breit und gewinkelt. Die Umgänge weisen an der Schulter etwa 9 bis 10 und an der Basis weitere stumpfe Stacheln oder Knoten auf. Die Spindel hat 5 kräftige Falten, von denen die erste und die dritte am größten sind. Die Oberfläche der Schale ist kremfarben mit einem schwarzen bis dunkelbraunen Periostracum, das Innere der Gehäusemündung meist weiß und oft mit violetten Flecken.
Das Gehäuse wird oft von Muscheln und Korallen besiedelt, ohne dass dadurch die Schnecke erkennbar beeinträchtigt wird. Die Schnecke kann ihre Proboscis bis auf die doppelte Gehäuselänge ausfahren, so dass sie auch tief im Sediment lebende Beutetiere erreicht.

## Verbreitung
Vasum muricatum ist im westlichen Atlantik und der Karibik von der Ostküste Floridas bis Venezuela, vor Mexiko von Veracruz bis Yucatán verbreitet. Oft werden die Schnecken in Paaren angetroffen.
Zu den Fundorten in Venezuela gehören unter anderem Falcon, Nueva Esparta und Dependencias Federales.

## Lebensraum
Vasum muricatum lebt in seichten Gewässern bis etwa 20 m Tiefe auf sandigen Substraten, aber auch Schlamm, Geröll und Fels.

## Nahrung
Vasum muricatum frisst Vielborster, Spritzwürmer, Schnurwürmer und Muscheln. Die Schnecke erbeutet mit ihrem langen Rüssel auch tief in den Boden zurückgezogene Röhrenwürmer.

## Lebenszyklus
Wie andere Neuschnecken ist Vasum muricatum getrenntgeschlechtlich. Das Männchen begattet das Weibchen mit seinem Penis. Das Weibchen befestigt danach an einem Stein in einer alternierenden Zweierreihe ein Gelege mit etwa 8 bis 13 Eikapseln, die von oben sichelförmig und von der Seite halbmondförmig erscheinen. Das Schlupfloch befindet sich oben an der konkaven Seite der Kapsel. Eine Kapsel ist etwa 30 mm lang, 12 mm hoch, in der Mitte 4 mm breit und enthält neben einer gelatinösen Nährflüssigkeit etwa 118 bis 175 Eier, die sich alle in einem Zeitraum von mehr als einem Monat innerhalb der Kapsel zu Jungschnecken entwickeln.